# Kloster La Noé
Das Kloster La Noé (Noa) ist eine ehemalige Zisterzienserabtei in der Gemeinde La Bonneville-sur-Iton im Département Eure, Region Normandie, in Frankreich, rund zehn Kilometer östlich von Évreux im Tal des Iton.

## Geschichte
Das Kloster wurde 1144 von der Kaiserin Mathilde von England gestiftet und mit Mönchen aus Kloster Jouy besetzt. Sie gehörte damit der Filiation der Primarabtei Pontigny an. Die Kirche wurde zwischen 1170 und 1227 errichtet. Das Kloster, das über umfangreiche Weingärten an den Flüssen Eure und Seine verfügte, besaß die (erhaltene) Grangie Morand in Caugé sowie weitere Grangien namens Vaupéan, Jumelles, Bellemare, la Moinerie in Houlbec und la Moinerie in Ventes. Mit der Französischen Revolution kam 1791 das Ende des Klosters. Die Anlage wird als Freizeitpark genutzt.

## Bauten und Anlage
Die Anlage wurde nach der Revolution weitgehend abgebrochen. Erhalten sind ein Teil des Südquerhauses, ein Joch des Südschiffs mit einem romanischen Portal, das zum Kreuzgang führte, und die Verbindung des Südschiffs mit dem Südquerhaus, weiter ein Teil des Gästetrakts sowie Teile der Klostermauer.